# Califòrnia (pel·lícula)
Califòrnia (original: California) és una pel·lícula estatunidenca dirigida per John Farrow, estrenada el 1947 i doblada al català.
La pel·lícula, dirigida per John Farrow sobre un guió de Frank Butler, Theodore Strauss i Seton I. Miller (aquest darrer no surt als crèdits) i un argument de Boris Ingster, va ser produïda per Farrow i Miller per la Paramount Pictures i rodada a Califòrnia i Arizona del 23 de novembre de 1945 a l'1 de febrer de 1946. La pel·lícula devia originariamente ser escrita i dirigida per Albert Hackett i interpretada per Alan Ladd i Betty Hutton.
La pel·lícula va ser distribuïda amb el títol California als cinemes dels Estats Units el 21 de febrer de 1947 per la Paramount Pictures.

## Argument
Història èpica de com Califòrnia va esdevenir un estat, presentant un vagó de tren, la febre de l'or, un escandalós saloon, i un especulador.

## Repartiment
- Ray Milland: Jonathan Trumbo
- Barbara Stanwyck: Lily Bishop
- Barry Fitzgerald: Michael Fabian
- George Coulouris: Capità Pharoah Coffin
- Albert Dekker: M. Pike
- Anthony Quinn: Don Luís Rivera y Hernandez
- Frank Faylen: Whitey
- Gavin Muir: Booth Pennock
- James Burke: Pokey
- Eduardo Ciannelli: Padre
- Roman Bohnen: Coronel Stuart
- Argentina Brunetti: Elvira
- Howard Freeman: Senador Creel
- Julia Faye: Una dona
- Crane Whitley: Abe Clinton
- Will Wright